# Illot de Megàrida
L'Illot de Megàrida és una illeta de la ciutat italiana de Nàpols, constituït per dos esculls units per un gran arc natural.
A l'illot s'alça el cèlebre Castell de l'Ou (Castel dell'Ovo). Els basaments orientals de l'estructura estan circumdats per un característic burg de restaurants i poques cases anomenat Borgo Marinari, al qual es pot arribar pel passeig marítim de Nàpols.

## Història
Anomenat Megaris per Plini i Megalia per Estaci, hui l'illot està unit a terra ferma per un petit istme artificial, però al principi estava separat per uns pocs metres de l'antiga ciutat de Neapolis, hui Nàpols. Segons el geògraf Estrabó, l'illa fou el nucli originari de la fundació de la ciutat per uns colons grecs, que hi haurien establert un empori comercial entre els segles IX i VIII abans de la nostra era.
En el segle i ae Megàrida fou seu d'un edifici secundari de l'esplèndida vil·la de Luci Licini Lucul·le. En el segle v s'hi establiren uns monjos basilians i fundaren un convent dedicat a sant Salvador i, posteriorment, a sant Sebastià. Per això l'illot va ser anomenat Isolotto di San Salvatore. Hui, del convent només resta l'església de Sant Salvador.
Per l'amenaça d'una invasió normanda, en l'època ducal, els monjos es traslladaren per fer-hi un fortí. Després de la conquesta de Nàpols, els normands encarregaren a l'arquitecte Buono la transformació de fortí a fortalesa; i aquest fou l'embrió del Castell de l'Ou.

## Mite de Partènope
Els cultes religiosos en l'època de la Nàpols grega es basaven en els importats pels fundadors, i dels més antics fou el culte a la sirena Partènope, ja conegut a la Grècia oriental abans de la fundació de Nàpols. Segons aquest mite, Partènope es deixa morir pel rebuig d'Odisseu i el seu cos, transportat a Megàrida per mar, va ser soterrat ací.